# Stephen Hawkins
Stephen „Steve“ Mark Hawkins OAM (* 14. Januar 1971 in Hobart, Tasmanien) ist ein ehemaliger australischer Ruderer und Olympiasieger.
Stephen Hawkins begann als Leichtgewichtsruderer. Bei den Weltmeisterschaften 1990 in seiner tasmanischen Heimat belegte er mit dem australischen Leichtgewichts-Doppelvierer in der Besetzung Hawkins, Bruce Hick, Gary Lynagh, Simon Burgess den dritten Platz hinter den Booten aus Italien und Frankreich. 1991 in Wien siegte der australische Vierer in der gleichen Besetzung vor den Schweden und den Franzosen.
Da Leichtgewichts-Rudern erst 1996 olympisch wurde, mussten Leichtgewichts-Ruderer bis dahin für eine Olympiateilnahme zu den Ruderern ohne Gewichtsbeschränkung wechseln. Bei den Olympischen Spielen 1992 in Barcelona traten die beiden Leichtgewichts-Ruderer Peter Antonie und Stephen Hawkins zusammen im Doppelzweier an und gewannen die Goldmedaille vor den Booten aus Österreich und den Niederlanden.
Hawkins belegte bei den Weltmeisterschaften 1993 den zweiten Platz im Leichtgewichts-Einer. Nach dem zwölften Platz im Leichtgewichts-Einer 1994 beendete Hawkins seine internationale Karriere.
Für seine Verdienste um den Sport als Goldmedaillengewinner im Doppelzweier der Männer bei den Olympischen Spielen in Barcelona wurde er 1993 mit der Medaille des Order of Australia ausgezeichnet.